# Medalion Rahimi
Medalion Rahimi (Los Angeles, 15 luglio 1992) è un'attrice statunitense di origine iraniana.

## Biografia
È nota per aver interpretato la Principessa Isabella nello show dell'ABC prodotto da Shonda Rhimes nel 2017, Still Star-Crossed, ed Elody nel film del 2017 Before I Fall. Nel 2014 e nel 2018 è apparsa come ospite nei drammi polizieschi della CBS NCIS - Unità anticrimine e nel suo spin-off N.C.I.S. New Orleans. A partire dal 2019 interpreta il ruolo dell'agente speciale Fatima Namazi nell'altro spin-off della serie, NCIS: Los Angeles, fino alla conclusione della serie nel 2023.

## Filmografia

### Cinema
- Fat City, New Orleans, regia di Stephen Mouton (2011)
- Mysoginist, regia di Michael Matteo Rossi (2013)
- Go for Broke, regia di Ethan Dawes (2013)
- Extraction, regia di Tim Kirkpatrick (2015)
- XOXO, regia di Christopher Louie (2016)
- Criticsized, regia di Carl T. Evans (2016)
- Prima di domani (Before I Fall), regia di Ry Russo-Young (2017)
- She's in Portland, regia di Marc Carlini (2020)

### Televisione
- Criminal Minds - serie TV, episodio 9x03 (2013)
- NCIS - Unità anticrimine (NCIS) - serie TV, episodio 11x23 (2014)
- Mystery Girls - serie TV, episodio 1x04 (2014)
- New Girl - serie TV, episodio 4x01 (2014)
- Jane the Virgin - serie TV, episodio 1x07 (2014)
- The Catch - serie TV, 3 episodi (2016)
- Diario di una nerd superstar (Awkward) - serie TV, serie TV, episodio 5x24 (2016)
- #ThisIsCollege - miniserie TV, 2 episodi (2016)
- Still Star-Crossed - serie TV, 7 episodi (2017)
- Scandal - serie TV, episodio 7x05 (2017)
- My Dead Ex - serie TV, 8 episodi (2018)
- The Outpost - serie TV, 4 episodi (2018)
- NCIS: New Orleans - serie TV, episodio 5x07 (2018)
- NCIS: Los Angeles - serie TV, 56 episodi (2019-2022)
- Pam & Tommy - miniserie TV, 3 episodi (2022)

### Cortometraggi
- This Never Happened, regia di Rob Schroeder (2011)
- 528, regia di Anthony Pietromonaco (2013)

## Doppiatrici italiane
Nelle versioni in italiano delle opere in cui ha recitato, Medalion Rahimi è stata doppiato da:
- Isabella Benassi in The Catch
- Chiara Oliviero in Prima di domani
- Vanessa Lonardelli in Scandal
- Francesca Manicone in NCIS: New Orleans
- Gaia Bolognesi in NCIS: Los Angeles
- Giorgia Brunori in Pam & Tommy